# Lukec in njegov škorec
Lukec in njegov škorec je povest, ki jo je leta 1931 napisal slovenski pisatelj France Bevk.

## Vsebina dela
Dogajalni lok povesti je oblikovan po vzorcu: dom – odhod od doma – vrnitev.
Knjiga se začne s podobo mesečine nad Vipavsko dolino in z dečkovimi sanjami, Lukec si želi izpolnitev sanj, toda pred njim je še en »navaden dan«, dan v šoli, kjer poteka pouk v nerazumljivem jeziku, dan drobnih lumparij in maminih skrbi. Dan pa vseeno ni čisto navaden: mati, zgarana, bolehna, utrujena ženica, dobi pismo, naj prideta z Lukcem v Argentino k očetu. Oče je priden delavec, toda zanj v stari domovini ni bilo dovolj zaslužka. Pismo za Lukca postane dogodivščina, sprememba, o kateri je sanjal. Na pot pa Lukec noče brez svojega škorca. Mati Lukčeve prošnje ni mogla zavrniti, ker je vedela, da je navezanost Lukca na škorca velika. 
Zdaj vse poteka zelo hitro: priprave na odhod, podobe tujih mest, množica obrazov, nevihta, bolezen ter materina smrt. Vse te dogodivščine zaradi želje po boljšem življenju v tujih krajih, kamor so očeta in za njim mamo in dečka Lukca pregnale trde razmere in revščina. 
Lukec s škorcem kljub mamini smrti najde pot do očeta, s katerim napovesta vrnitev domov.

## Oznaka glavnih književnih junakov: Lukca in njegovega škorca
Za Bevkovo delo je, tako kot za nekatere druge njegove povesti, bistvena povezanost otroškega in živalskega sveta. Prijateljstvo, ki se vzpostavi med dečkom in škorcem, je povezano z družinsko problematiko (revščina in narodno zatiranje). Lukec in njegov škorec Klepec (tako je Lukec poimenoval svojega neločljivega prijatelja) sta si podobna v marsičem: oba sta zvedava in nagajiva, razposajena in svojeglava, oba sicer vesta, da je treba ubogati, a kaj, ko je svet tako zanimiv, da se na moč avtoritete včasih pozabi …  Vsi ju imajo radi zaradi šal in norčij, ki jih uganjata, in kljub nenaklonjeni usodi se vedno najde kdo, ki za dečka in škorca poskrbi.

## Vir
- France Bevk. Lukec in njegov škorec. Ljubljana: Mladinska knjiga 1977.